# Tommy Limby
Tommy Limby, né le 5 septembre 1947 et mort le 13 janvier 2008, était un fondeur suédois.

## Palmarès

### Jeux Olympiques
| Épreuve / Édition | Innsbruck 1976 |
| 15 km             | 23e            |
| 30 km             | 15e            |
| 50 km             | 8e             |

### Championnats du monde
| Épreuve / Édition | Lahti 1978 |
| 4 × 10 km         | Or         |